# Кальмия
Кальмия (лат. Kalmia) — род североамериканских вечнозелёных древесных растений семейства Вересковые (Ericaceae); включает не менее 10 видов, распространённых в Северной Америке. Все виды кальмии являются ядовитыми растениями.
Некоторые виды — популярные красивоцветущие садовые растения, наиболее известна Кальмия узколистная (Kalmia angustifolia).

## Название

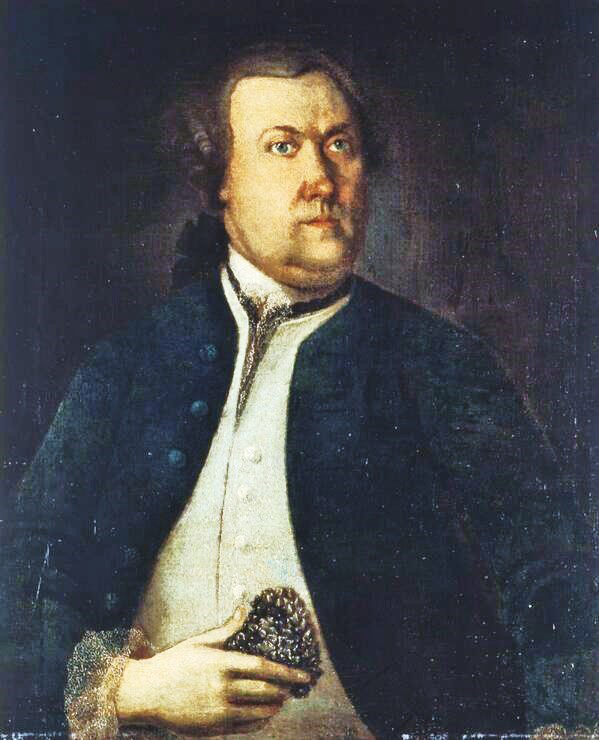
Пер Кальм

Научное название рода образовано от фамилии Пера Кальма (1716—1779) — шведского (финского) ботаника, профессора Королевской Академии Або (Турку), ученика Карла Линнея. Кальм был одним из Апостолов Линнея, участвовал в экспедиции в Северную Америку (1747—1751), а позже, вернувшись на родину, выращивал некоторые североамериканские виды растений, в том числе кальмию узколистную (Kalmia angustifolia), которую в то время относили к роду Хамедафне (Chamaedaphne). В 1753 году в своей работе Species plantarum Линней выделил новый род Kalmia, назвав его в честь своего ученика; в этот род Линней включил кальмию узколистную и кальмию широколистную (Kalmia latifolia).
Изредка в литературе встречается другое русское наименование рода — Калмия.

## Распространение
Растения этого рода распространены в Северной Америке, доходя на севере до Аляски. Растения растут в подлеске, на опушке лесов, по болотам.

## Биологическое описание
Кальмии — вечнозелёные кустарники высотой в зависимости от вида от полуметра до нескольких метров.
|  |
|  |

Растения этого рода отличается оригинальным приспособлением для перекрёстного опыления: тычинка в процессе своего роста внутри ещё не раскрывшегося цветка попадает своей верхней частью в карманообразные отгибы, имеющиеся на лепестках. Когда венчик начинает раскрываться, лепестки увлекают за собой и тычинки, в результате в тычиночных нитях создаётся напряжение. После этого, если на цветок сядет достаточно тяжёлое насекомое, тычинки смещаются и выходят из отгибов лепестков, после чего под действием пружинящей тычиночной нити распрямляются и, хлопая пыльником по насекомому, осыпают его пыльцой.
Весной или ранним летом на растениях распускаются в большом количестве цветки — в зависимости от вида они могут быть и мелкими, и довольно крупными, окраска их венчиков может быть белой, розовой или красновато-розовой; для всех видов характерны длинные тычинки.

## Химический состав
Все виды кальмии содержат в своих вегетативных и генеративных органах гликозид андромедотоксин. Содержание его в кальмии настолько высоко, что ядовитым для человека может стать даже мясо животных, которые ели листья кальмии.

## Культивирование

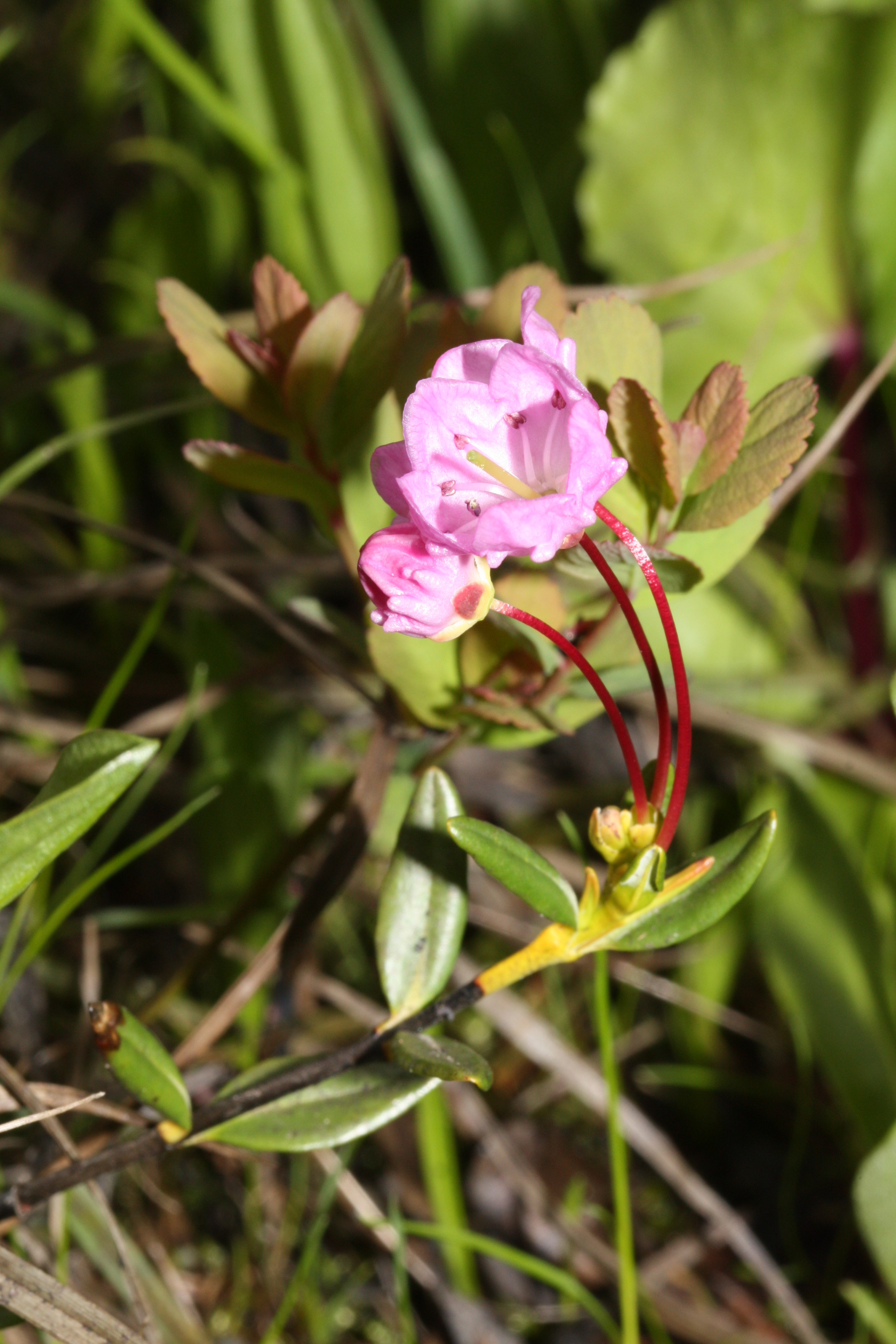
Верхняя часть цветущего побега Кальмия мелколистная|кальмии мелколистной (Kalmia microphylla)

Кальмия известна в культуре с 1736 года; первым культивируемым видом была Кальмия узколистная (Kalmia angustifolia) (до 1753 года растение было известно под названием хамедафне узколистная). С учётом её ареала, значительно заходящего в холодные регионы Канады, она обладает достаточной морозостойкостью для выращивания в Средней полосе России, так же, как и ещё более северные низкорослые кальмии: Кальмия лежачая (Kalmia procumbens) (которая встречается в арктических областях не только Северной Америки, но и Евразии, в том числе России), Кальмия мелколистная (Kalmia microphylla), Кальмия многолистная (Kalmia polifolia). Морозостойкость последних может соответствовать USDA-зоне 1 (до −51,1 °С).
Однако в садоводстве гораздо больше предыдущих кальмий распространена значительно более крупная, но и менее морозостойкая, Кальмия широколистная (Kalmia latifolia), имеющая множество сортов с разной окраской цветков. Это одно из наиболее крупных вечнозелёных вересковых, способных расти в Средней полосе России, уступающее по распространённости в садах только Рододендронам (Rhododendron) и Пиерису японскому (Pieris japonica). Возможность её успешного выращивания в Средней полосе России по-разному оценивается в разных источниках, хотя её наиболее часто указываемая морозостойкость (USDA-зона 4: до −34,4 °С) и ареал вполне соответствуют как минимум юго-западной части Средней полосы. Вероятно, опасения насчёт морозостойкости кальмии широколистной, во-первых, относились не ко всей Средней полосе, а, скорее, к Москве и Санкт-Петербургу, во-вторых, существенно устарели, потому что климат Средней полосы за последнее время сильно потеплел.
Кальмии плохо переносят застой воды, поэтому сажать их следует на хорошо дренированных или на приподнятых участках. Для кальмий пригодны лишь кислые почвы (pH 5,5), присутствие в почве извести, равно как и использование в качестве дренажа известнякового щебня недопустимо. Также недопустимо присутствие в почве хлора. Желательно, чтобы почва была рыхлой и плодородной. При подготовке почвы в посадочную яму добавляют листовую землю, верховой торф и хвою.
Листья кальмий могут быть повреждены ярким весенним солнцем, поэтому сажать растения лучше в тени деревьев.
Текущий уход за кальмиями заключается в весеннем мульчировании почвы вокруг кустов и в удалении увядших цветков после завершения цветения. Растения можно подкармливать теми же минеральными удобрениями, что и рододендроны. Поливать кальмии обычно не следует, за исключением периода сильной жары в условиях отсутствия дождей: в этом случае растения регулярно поливают мягкой водой. Кусты кальмий сильно не разрастаются, отдельные ветви не засыхают, поэтому в регулярной обрезке кальмий необходимости нет.
Размножение растений — семенами осенью; отводками, летними зелёными черенками.

## Классификация
| подсемейство Эриковые | \| \| род Кальмия \| \| \| \| \| \| ещё около 20 родов, в том числе Вереск, Водяника, Рододендрон, Эрика \| \| \| \| |
|                       | \| \| род Кальмия \| \| \| \| \| \| ещё около 20 родов, в том числе Вереск, Водяника, Рододендрон, Эрика \| \| \| \| |
|                       | ещё семь подсемейств, в том числе Вакциниевые, или Брусничные (Вакциниум, Гаультерия, Зеновия, Пиерис, Подбел, Хамедафне и др.), Кассиопеевые (Кассиопея и др.), Подъельниковые (Грушанка, Ортилия и др.), Стифелиевые (Змеелистник, Прионотес и др.) |
|                       | |
|                       | род Кальмия |
|                       | |
|                       | ещё около 20 родов, в том числе Вереск, Водяника, Рододендрон, Эрика |
|                       | |

|  | род Кальмия                                                          |
|  |                                                                      |
|  | ещё около 20 родов, в том числе Вереск, Водяника, Рододендрон, Эрика |
|  |                                                                      |

| подсемейство Эриковые | \| \| род Кальмия \| \| \| \| \| \| ещё около 20 родов, в том числе Вереск, Водяника, Рододендрон, Эрика \| \| \| \| |
|                       | \| \| род Кальмия \| \| \| \| \| \| ещё около 20 родов, в том числе Вереск, Водяника, Рододендрон, Эрика \| \| \| \| |
|                       | ещё семь подсемейств, в том числе Вакциниевые, или Брусничные (Вакциниум, Гаультерия, Зеновия, Пиерис, Подбел, Хамедафне и др.), Кассиопеевые (Кассиопея и др.), Подъельниковые (Грушанка, Ортилия и др.), Стифелиевые (Змеелистник, Прионотес и др.) |
|                       | |
|                       | род Кальмия |
|                       | |
|                       | ещё около 20 родов, в том числе Вереск, Водяника, Рододендрон, Эрика |
|                       | |

|  | род Кальмия                                                          |
|  |                                                                      |
|  | ещё около 20 родов, в том числе Вереск, Водяника, Рододендрон, Эрика |
|  |                                                                      |

| подсемейство Эриковые | \| \| род Кальмия \| \| \| \| \| \| ещё около 20 родов, в том числе Вереск, Водяника, Рододендрон, Эрика \| \| \| \| |
|                       | \| \| род Кальмия \| \| \| \| \| \| ещё около 20 родов, в том числе Вереск, Водяника, Рододендрон, Эрика \| \| \| \| |
|                       | ещё семь подсемейств, в том числе Вакциниевые, или Брусничные (Вакциниум, Гаультерия, Зеновия, Пиерис, Подбел, Хамедафне и др.), Кассиопеевые (Кассиопея и др.), Подъельниковые (Грушанка, Ортилия и др.), Стифелиевые (Змеелистник, Прионотес и др.) |
|                       | |
|                       | род Кальмия |
|                       | |
|                       | ещё около 20 родов, в том числе Вереск, Водяника, Рододендрон, Эрика |
|                       | |

|  | род Кальмия                                                          |
|  |                                                                      |
|  | ещё около 20 родов, в том числе Вереск, Водяника, Рододендрон, Эрика |
|  |                                                                      |

| подсемейство Эриковые | \| \| род Кальмия \| \| \| \| \| \| ещё около 20 родов, в том числе Вереск, Водяника, Рододендрон, Эрика \| \| \| \| |
|                       | \| \| род Кальмия \| \| \| \| \| \| ещё около 20 родов, в том числе Вереск, Водяника, Рододендрон, Эрика \| \| \| \| |
|                       | ещё семь подсемейств, в том числе Вакциниевые, или Брусничные (Вакциниум, Гаультерия, Зеновия, Пиерис, Подбел, Хамедафне и др.), Кассиопеевые (Кассиопея и др.), Подъельниковые (Грушанка, Ортилия и др.), Стифелиевые (Змеелистник, Прионотес и др.) |
|                       | |
|                       | род Кальмия |
|                       | |
|                       | ещё около 20 родов, в том числе Вереск, Водяника, Рододендрон, Эрика |
|                       | |

|  | род Кальмия                                                          |
|  |                                                                      |
|  | ещё около 20 родов, в том числе Вереск, Водяника, Рододендрон, Эрика |
|  |                                                                      |

## Виды
По информации базы данных The Plant List (2013), род включает 10 видов:
- Kalmia angustifolia L. — Кальмия узколистная, известная также как «овечий лавр». Вид из восточной части Северной Америки. В естественных условиях кустарник встречается в горных лесах — в подлеске и на опушках[2].
- Kalmia buxifolia (P.J.Bergius) Gift & Kron — Кальмия самшитолистная. Вечнозелёный кустарник высотой до 1 м, распространён на востоке США.
- Kalmia carolina Small — Кальмия каролинская
- Kalmia cuneata Michx. — Кальмия клиновидная. Листопадный кустарник высотой до 2 м, эндемик Северной и Южной Каролины.
- Kalmia ericoides C.Wright ex Griseb. — Кальмия вересковая[16]. Растёт на Кубе.
- Kalmia hirsuta Walter — Кальмия мохнатая
- Kalmia latifolia L. typus[17] — Кальмия широколистная, известная также как «горный лавр». Этот вид крупнее других: вырастает до двух с половиной метров в высоту, его цветки — диаметром до 2,5 см. Венчик розовой. Дополнительная декоративность цветущих растений связана с контрастной окраской красных бутонов и розовых цветков[15].
- Kalmia microphylla (Hook.) A.Heller — Кальмия мелколистная. Вечнозелёный кустарник высотой до 0,6 м. Распространён на западе Северной Америки от Калифорнии до Аляски.
- Kalmia polifolia Wangenh. — Кальмия многолистная, известная также как «болотный лавр». Относительно невысокий кустарник с цветками диаметром до 1,8 см. Венчик пурпурно-розовый[15].
- Kalmia simulata (Britton & M. Wilson) Southall — Кальмия мнимая

Довольно большое число видовых названий этого рода в The Plant List (2013) имеют статус unresolved name, то есть относительно них нельзя однозначно сказать, следует ли их использовать — либо их следует свести в синонимику других видов.
Некоторые виды, которые в литературе иногда включаются в род Кальмия, в базе данных The Plant List (2013) относятся к другим родам: так, вид Kalmia procumbens (L.) Gift, Kron & P.F.Stevens ex Galasso, Banfi & F.Conti (Кальмия лежачая) рассматривается в составе монотипного рода Луазелеурия (Loiseleuria) и его правильным названием считается Loiseleuria procumbens (L.) Loisel.